# (8523) Bouillabaisse
(8523) Bouillabaisse (1992 PX) – planetoida z grupy pasa głównego asteroid okrążająca Słońce w ciągu 3,61 lat w średniej odległości 2,35 au. Odkryta 8 sierpnia 1992 roku.